# Maya Le Clark (actriz)
Maya Le Clark  (San Diego, California,28 de marzo de 2011) es una actriz infantil estadounidense que se hizo conocida al interpretar a Chloe Thunderman  en la serie de Nickelodeon The Thundermans.

## Biografía y carrera
Maya Le Clark nació el 28 de marzo de 2011 en San Diego, California. Sus padres se llaman Jason y Aimee Clark y tiene una hermana mayor llamada Olivia.
Después de varias audiciones, en 2015 consiguió interpretar a Chloe  Thunderman, la hermana menor en la serie de Nickelodeon, The Thundermans. También apareció en dos películas de Nickelodeon, interpretándose a sí misma. En 2018 fue invitada para interpretar a Brea en la serie Knight Squad también de Nickelodeon.
Interpretó a la joven Cleo en la película de James Gunn, El Escuadrón Suicida.
En 2024, repitió el papel de Chloe Thunderman en la película The Thundermans Return. En 2025 volvió  a interpretarla , en la nueva serie The Thundermans: Undercover.

## Filmografía

### Cine
| Año  | Título                                     | Personaje        | Director         |
| ---- | ------------------------------------------ | ---------------- | ---------------- |
| 2015 | Nickelodeon's Ho Ho Holiday Special        | Ella misma       | Jonathan Judge   |
| 2017 | Nickelodeon's Sizzling Summer Camp Special | Ella misma       | Jonathan Judge   |
| 2021 | El escuadrón suicida                       | Joven Cleo Cazo  | James Gunn       |
| 2024 | The Thundermans Return                     | Chloe Thunderman | Trevor Kirschner |

### Televisión
| Año          | Título                      | Personaje        | Notas        |
| ------------ | --------------------------- | ---------------- | ------------ |
| 2015—2018    | The Thundermans             | Chloe Thunderman | 55 episodios |
| 2018         | The Thundermans             | Chloe Thunderman | 55 episodios |
| Knight Squad | Brea                        | 2 episodios      |              |
| 2025         | The Thundermans: Undercover | Chloe Thunderman | 17 episodios |

## Premios y nominaciones
| Año  | Premio              | Trabajo Nominado                                            | Categoría                                        | Resultado | Ref.  |
| ---- | ------------------- | ----------------------------------------------------------- | ------------------------------------------------ | --------- | ----- |
| 2025 | Kids' Choice Awards | Su papel de Chloe Thunderman en The Thundermans: undercover | Estrella de televisión femenina favorita (niños) | Nominada  | [ 4 ] |